# Skiareál Alšovka

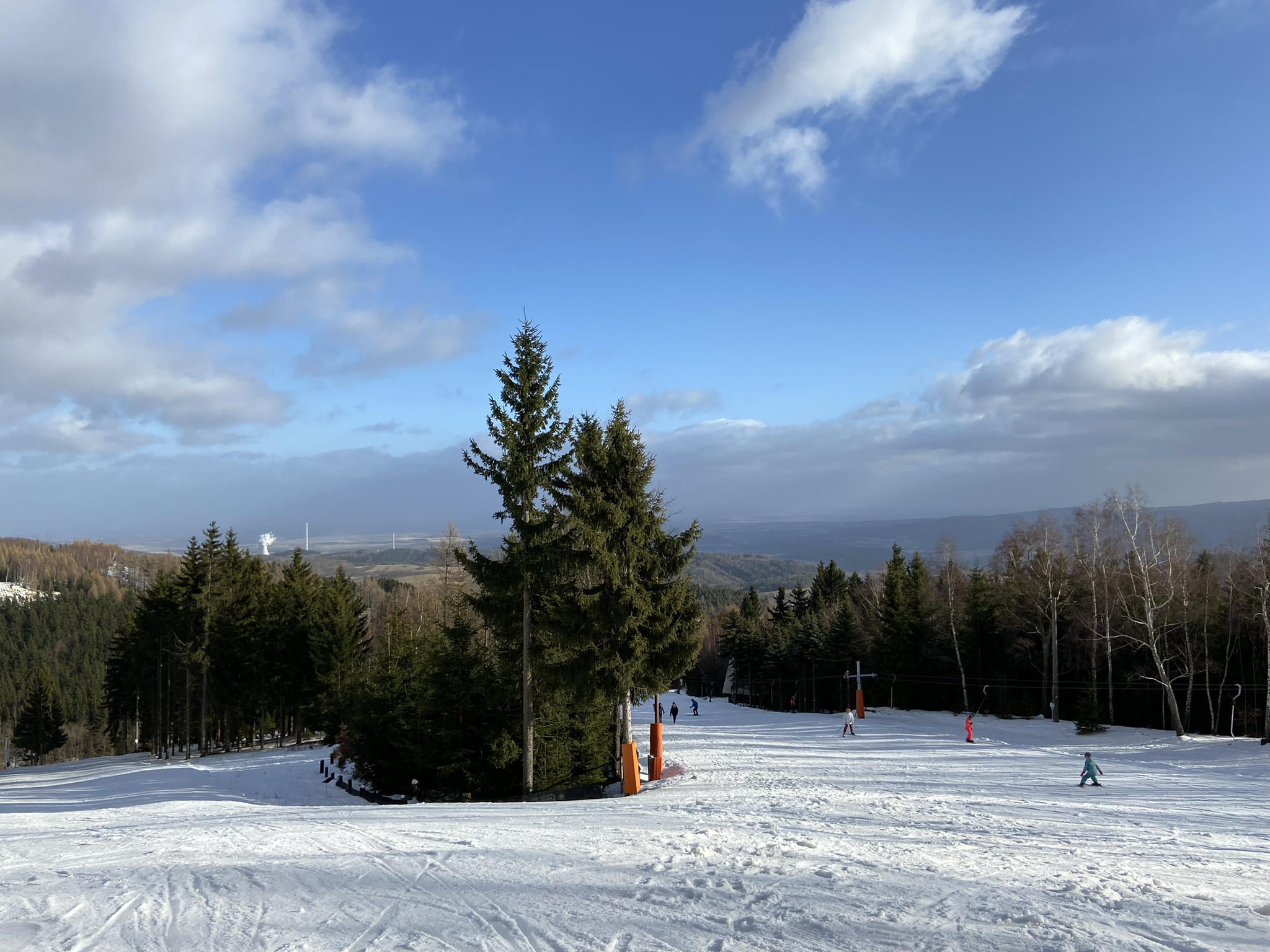
Pohled z horní části areálu.

Skiareál Alšovka je malým lyžařským střediskem v Krušných horách, nedaleko Klášterce nad Ohří u obce Měděnec. Alšovka nabízí 1,4 kilometrů sjezdovek modré a červené obtížnosti. Skiareál obsluhují dva vleky: Malý vlek a Velký vlek. Nejvyšším bodem střediska jsou horní stanice obou vleků ve výšce 771 metrů nad mořem.

## Základní informace
Alšovka leží v nadmořské výšce 675–771 metrů nad mořem. Celkové převýšení tedy činí 96 metrů. Skiareál nabízí večerní lyžování, lyžařskou školu a půjčovnu vybavení. Návštěvníci také mohou využít parkování zdarma u horních stanic vleků. 
Areál nabízí také dvě místa k občerstvení: Bistro u pokladny a Občerstvení u Trolla.

## Sjezdovky
Skiareál má dohromady 4 sjezdovky (1, 2, 2a, 3) a snowpark. Z celkových 1,4 kilometrů sjezdovek jich 600 metrů tvoří sjezdovky modré a 800 metrů ty červené. Všechny sjezdovky mají umělé zasněžování a osvětlení pro večerní lyžování.

## Lyžařské vleky
Oba provozované vleky jsou typu Poma, dohromady mají 900 metrů s celkovou kapacitou 780 osob za hodinu.
Malý vlek s délkou 300 metrů obsluhuje modrou sjezdovku „1“, určenou hlavně pro začátečníky a menší děti. Vlek překonává převýšení 56 metrů a má kapacitu 360 osob za hodinu.
Velký vlek je určen hlavně zkušenějším lyžařům, kteří sjedou červené sjezdovky „2“ nebo „3“. Vlek je dlouhý 550 metrů převýšení činí 96 metrů a kapacitu má 420 osob za hodinu.

## Běžecké trasy
Skiareál také upravuje skoro 25 kilometrů běžeckých tratí v okolí Alšovky a Měděnce. Na všech udržovaných tratích se nachází orientační tabule, trasy jsou zdarma, veřejnost může přispět na jejich úpravu přes webové stránky areálu.

## Jízda rolbou
Skiareál nabízí také jízdy rolbou Pisten Bully 400, které umožňují vidět úpravu sjezdovek a snowparku, ale i třeba proces zasněžování. 

## Akce
Na sjezdovkách areálu se každý rok koná karneval, kdy si na sebe mohou děti i dospělí vzít různé kostýmy a masky a poté v nich lyžovat.
Jednou za rok se také koná párty u bazénu, na které si lze vyzkoušet na lyžích přejet napuštěný bazén.